# Boxe aux Jeux asiatiques de 1966
Navigation
Édition précédente Édition suivante
Les compétitions de boxe anglaise des Jeux asiatiques 1966 se sont déroulées du 9 au 20 décembre à Bangkok, Thaïlande.

## Résultats

### Podiums
| Catégories                    | Or                       | Argent                   | Bronze                             |
| Poids mi-mouches (-48 kg)     | Parpan Duangcha          | Seo Sang-young           | Rodolfo Díaz Masao Karasawa        |
| Poids mouches (-51 kg)        | Son Young-chan           | Idwan Anwar              | Akinami Sato Mokhtar bin Hamid     |
| Poids coqs (-54 kg)           | Cherdchai Udompaichitkul | Narayan More             | Maung Win Koichi Okada             |
| Poids plumes (-57 kg)         | Kim Seong-eun            | Thongchai Chandarasukhon | Nasser Aghai Harunobu Honma        |
| Poids légers (-60 kg)         | Rodolfo Arpon            | Lee Moon-ung             | Eltefat Talebi Masataka Takayama   |
| Poids super-légers (-63,5 kg) | Nyiom Prasertson         | Said Fidat               | A. Khaliq Yoshihisa Futomi         |
| Poids welters (-67 kg)        | Park Koo-il              | Sukda Songsang           | Terence Stahlman Hideo Mukubayashi |
| Poids super-welters (-71 kg)  | Lee Hong-man             | M. Ghazanavi             | Toyohiro Yamamoto Felix Ocampo     |
| Poids moyens (-75 kg)         | Seiichi Sato             | Lee Kum-taek             | Chaiyoot Thuito Bernardo Belleza   |
| Poids mi-lourds (-81 kg)      | Kim Duk-pal              | Chaliew Chandramanee     | Ali Abbassi Barkat Ali             |
| Poids lourds (+81 kg)         | Hari Singh               | Abdul Rehman             | Lee Chun-in Hossein Fathianpour    |

### Tableau des médailles
| Place | Pays              | Médaille d'or, Asie | Médaille d'argent, Asie | Médaille de bronze, Asie | Total |
| ----- | ----------------- | ------------------- | ----------------------- | ------------------------ | ----- |
| 1     | Corée du Sud      | 5                   | 3                       | 1                        | 9     |
| 2     | Thaïlande         | 3                   | 3                       | 1                        | 7     |
| 3     | Inde              | 1                   | 1                       | 0                        | 2     |
| 4     | Japon             | 1                   | 0                       | 8                        | 9     |
| 5     | Philippines       | 1                   | 0                       | 3                        | 4     |
| 6     | Pakistan          | 0                   | 2                       | 2                        | 4     |
| 7     | Indonésie         | 0                   | 2                       | 0                        | 2     |
| 8     | Iran              | 0                   | 0                       | 4                        | 4     |
| 9     | Malaisie          | 0                   | 0                       | 2                        | 2     |
| 10    | Birmanie          | 0                   | 0                       | 1                        | 1     |
| Total | 11 pays médaillés | 11                  | 11                      | 22                       | 44    |